# دونگه بابینه
دونگه بابینه (به لاتین: Donje Babine) یک منطقهٔ مسکونی در بوسنی و هرزگوین است که در Sokolac Municipality واقع شده‌است.